# Список персонажей «Харухи Судзумии»
Харухи Судзумия (яп. 涼宮ハルヒ Судзумия Харухи) — имя героини ранобэ, под которым условно объединяют ряд посвящённых ей художественных произведений различного формата. Первоначальными произведениями является серия книг популярного в Японии формата «лайт-новел». Всего вышло девять томов «лайт-новел», на основе и по мотивам которых осуществлялись манга- и аниме-адаптации.

Слева направо: Кён, Харухи Судзумия, Микуру Асахина, Ицки Коидзуми, Юки Нагато

В данной статье приведён список персонажей аниме и книг из серии о Харухи Судзумии.

## «Команда SOS»

### Кён
Кён (яп. キョン) — главный герой, от имени которого ведётся повествование. «Кён» является прозвищем, придуманным тётей персонажа и впоследствии распространённым его сестрой. Тем не менее почти все персонажи используют именно прозвище «Кён». О настоящем имени сообщается только то, что оно величественное и благородное. Плохо учится в школе, циничен, рассудителен. Заявлен как обычный человек, однако все враждующие фракции, появляющиеся в ранобэ, стремятся тем или иным образом использовать его в своих целях. В детстве мечтал о приключениях, но хотел быть на вторых ролях, лишь попинывая поверженных главным героем врагов и веселя зрителя. После встречи с Судзумией Кён был насильно вписан ею в только что организованную Команду SOS, где его мечты о помощнике супергероя осуществились. Официально Кён является чернорабочим SOS, он либо выполняет поручения Харухи спустя рукава, либо уклоняется от них под различными предлогами. Реально же он выполняет роль серого кардинала, координирующего всю паранормальную и при необходимости обычную деятельность команды. По собственному признанию, исполняет роль цуккоми, на котором лежат заботы о четырёх бокэ. Постоянно ворчит на то, что SOS лишает его нормальной жизни, однако, получив возможность жить в мире, где все члены SOS — обычные люди, вынужден был признать, что в восторге от жизни, полной чудес и приключений.
Судзумия для него — почти как подруга детства, которая постоянно таскает его с собой. Одной из небольших радостей Кёна является Асахина, за которой он любит подглядывать. Хотя Кён не одобряет насильного обращения Судзумии с Асахиной и однажды чуть не побил Судзумию за отношение к Асахине как к игрушке, он бережёт «сногсшибательные» фотографии Асахины, считая костюм служанки идеальным для неё. При этом Кён не возражал бы против того, чтобы Судзумия так же обращалась и с Юки, которую он тоже считает симпатичной, хотя, по его словам, он не является «фетишистом-очколюбителем», то есть не питает симпатии к людям в очках. Единственный, кого Кён готов выслушать хоть с каплей серьёзности, — Коидзуми (не считая молчаливой Юки).
Сэйю: Томокадзу Сугита.
Русский дубляж: Дмитрий Карташов.

### Харухи Судзумия
Харухи Судзумия (яп. 涼宮 ハルヒ Судзумия Харухи) — главная героиня, ученица первого класса Северной старшей школы. Наглая и эгоцентричная девочка. При этом она превосходна в учёбе и спорте, в своё время пользовалась большой популярностью у парней из-за своей привлекательной внешности, однако бросала их за срок от пяти минут до недели, в результате чего поток признаний прекратился. Относится к чувствам утилитарно и не хочет влюбляться, чтобы не потерять голову. Игнорирует нормы морали и способна переодеваться в присутствии одноклассников. Однако позднее она несколько меняет своё поведение из-за влияния Кёна. Избегает общения с другими людьми и участия в общественной жизни. По собственным словам, интересуется лишь пришельцами, гостями из будущего, экстрасенсами и тому подобными вещами.
Хотя Харухи не осознаёт этого, она обладает некими способностями, позволяющими манипулировать реальностью. Разные персонажи по-разному относятся к этим силам. Пришельцы из космоса, обладающие несколько схожими способностями, видят в Харухи ключ к собственной эволюции, поэтому наблюдают за ней и изучают. Путешественники во времени рассматривают Харухи как препятствие для нормальных путешествий во времени или как инструмент для манипулирования историей. Наконец, экстрасенсы видят в Харухи либо богиню, три года назад сотворившую мир, либо кого-то, кто три года назад украл силы у настоящего бога. Юки Нагато способна как нейтрализовать действие сил Харухи, так и отобрать их. Фудзивара утверждал, что то же самое может и оппонент Нагато, Куё. Однако реально требовал, чтобы силы Харухи отобрал Кён.
За три года до начала основных событий ранобэ Харухи повстречала Кёна, совершившего путешествие во времени. Он заинтересовал её тем, что поверил в пришельцев и путешественников во времени, а также угадал, что послание, которое заставила его нарисовать Харухи, адресовано Хикобоси и Орихимэ. Благодаря этому вопреки желаниям учителей отправить её в женскую школу «Коёэн» поступила в школу, в которой учился Кён. Хотя она и не узнала его, он показался ей знакомым, и, к удивлению окружающих, Харухи сблизилась с ним. В результате она насильно вписала его в только что организованный ею кружок, посвящённый поиску всего необычного. Беззастенчиво эксплуатирует членов своего кружка, в частности использует Асахину как сексуальную игрушку. Также может использовать членов кружка как ставки в споре, однако при этом она настолько эгоистична, что не готова поставить на кон саму себя. Несмотря на цели кружка, когда Кён раскрыл ей, что все, кого ищет Харухи, уже входят в её кружок, отказалась ему верить. В мире же «Исчезновения Харухи Судзумии» Судзумия сразу поверила Кёну, потому что «верить интереснее» и, узнав, что в прежнем мире она не верила, назвала свою прежнюю версию тупицей.
Занимает 19 строчку в списке 25 лучших персонажей аниме по версии IGN на 2009 год.
Сэйю: Ая Хирано.
Русский дубляж: Мария Бондаренко.
- Ясуми Ватахаси (яп. 渡橋泰水 Ватахаси Ясуми) — альтер эго Харухи, подсознательно созданное ею в ответ на угрозу со стороны группы Сасаки. Альтернативное прочтение её имени «Ватахаси Ясумидзу», представляет собой анаграмму от «Ватаси ха Судзумия» — «я — Судзумия». Жизнерадостна, дружелюбна и отлично разбирается в компьютерах. В отличие от своей создательницы, осознанно пользуется божественной силой. После первого столкновения Харухи и Сасаки, Ясуми присоединилась к SOS в роли единственного новичка, сумевшего пройти все вступительные экзамены Судзумии. Выполнив свою миссию по охране настоящей Судзумии, исчезла.

### Юки Нагато
Юки Нагато (яп. 長門 有希 Нагато Юки) — единственная, кто оказалась в «Команде SOS» не по инициативе Харухи. Юки Нагато была участником литературного кружка, но перешла в команду Судзумии вместе со своей комнатой, которую та отобрала у литературного кружка. Юки всегда невозмутима, спокойна, не проявляет никаких эмоций и, похоже, вообще избегает разговоров — хотя и даёт прямые короткие ответы, когда её спрашивают. Кроме любви к чтению и учёбе, её отличает талант работы с компьютерами, которая доставляет ей настоящее удовольствие. Беспрекословно исполняет приказы Судзумии, как бы глупы они ни были.
На самом деле, Юки не человек, а инопланетянка, «человекоподобный интерфейс», присланный на Землю Межгалактическим Сообществом Объединённых Организованных Информационных Мыслесущностей (МСООИМ/ООИМ) для расследования причины невероятно большого, по их меркам, «информационного взрыва», произошедшего здесь три года назад и исследования способностей Харухи. Юки способна манипулировать потоками данных Вселенной, что на практике даёт ей возможность вносить некоторые модификации в окружающий мир. Практическое применение её способностей так или иначе связано с техникой. Так, в книгах её заклинания являются SQL запросами, а «излечение» Асахины от стрельбы лазером из глаз Юки производит, вводя в её кровь нанороботов, посредством укуса. Со стороны же может казаться, что она пользуется магией. Обычно носила очки, но перестала после того, как Кён сказал, что без очков она выглядит симпатичней.
В «Исчезновении Харухи Судзумии» Юки успешно украла силы Харухи и изменила воспоминания людей (в том числе и Судзумии) за последний год по своему вкусу, оставив, однако, последнее слово за Кёном (он мог либо принять новый мир, либо отменить его), что говорит о том, что Юки более могущественна, чем Харухи. Также, в этой книге она единственная, чей характер изменился. Как и в предыдущих томах, она по-прежнему молчалива и замкнута, но в четвёртом томе она проявляет больше эмоций и активно пытается сблизиться с Кёном, приглашая его к себе домой и пытаясь записать в свой кружок. Многим поклонникам сериала понравилась такая версия Юки, что привело к созданию спин-оффа «Исчезновение Нагато Юки-тян», исходящего из предположения «что было, если Юки Нагато изначально была такой, какой она была в „Исчезновении“», и частично использующего сюжет «Исчезновения» (на начало сюжета Харухи и Ицки учатся в Академии Коёэн (в первый раз появляются в конце 1 выпуска, активно действуют только начиная с 7 выпуска), Кён, Юки и Рёко являются членами литературного кружка, Микуру и Цуруя являются членами кружка каллиграфии), но, в основном, следующего по сюжетной линии оригинальной новеллы (в 7 выпуске Юки помогает студентке Коёэна (Харухи) нарисовать символ, похожий на знак Бригады SOS, в 35 выпуске манги все основные персонажи праздновали Танабату, в 36 (последнем на декабрь 2012 года) выпуске сюжет напоминают сюжет серий «Endless Eight», etc).
Anime News Network отмечает её сходство с персонажем аниме-сериала «Евангелион», Рей Аянами.
Сэйю: Минори Тихара.
Русский дубляж: Екатерина Савченко.

### Микуру Асахина
Микуру Асахина (яп. 朝比奈 みくる Асахина Микуру) — гостья из будущего. Была в принудительном порядке принята в кружок распоряжением Харухи, которая искала в школе потенциальных участников и увидела Микуру, считающую ворон, в пустом кабинете второклассников (11 класс). Микуру пришлось выйти из клуба каллиграфии, чтобы вступить в «Команду SOS».
Основными причинами, по которым Харухи хотела заполучить в свой кружок Микуру, были её внешний вид, детское личико и большой размер груди. Харухи была уверена, что команде необходим такой человек в качестве талисмана, поскольку «только рядом с такими персонажами в мангах случается что-нибудь интересное». Микуру самый старший член «Команды SOS».
По сравнению с остальными персонажами Микуру наивна и похожа на ребёнка. Она симпатична и мила, выглядит младше Судзумии, хотя считается, что она старше Харухи на один год и учится в следующем классе. Общество будущего откомандировало Микуру исследовать причину нарушения пространственно-временного континуума, возникшего три года назад, которое делает невозможными путешествия в прошлое на любые расстояния далее этого времени. Несмотря на то, что Асахина стесняется и сильно переживает от того, что Судзумия использует её как сексуальную игрушку, она терпит это каждый день. Интересуется странными вещами: например, как стать настоящей служанкой, или как правильно признаваться в любви. В «Вздохах Харухи Судзумии» Коидзуми высказывал версию, что на самом деле поведение Асахины подобрано специально, чтобы втесаться в доверие к Кёну, питающему слабость именно к такому типу девушек и через него иметь влияние на Судзумию. Впрочем, Коидзуми отшутился и сказал, что придумал всё это лишь для того, чтобы подколоть Кёна.
Сэйю: Юко Гото.
Русский дубляж: Маргарита Иванова.
- Микуру Асахина (старшая) (яп. 朝比奈 みくる(大) Асахина Микуру (Дай)) — более «поздняя» Микуру Асахина, из ещё более отдалённого будущего. Кён называет её Асахина-сан (старшая), чтобы отличать старшую и младшую версии Микуру. К младшей Кён обращается Асахина-сан (младшая) (яп. 朝比奈さん(小) Асахина-сан (Сё)), если старшая находится где-нибудь поблизости. Она похожа на молодую женщину, грудь которой стала ещё больше с возрастом, что смущает Кёна, но она по-прежнему так же наивна.

#### Петиция о женитьбе
В 2008 году в интернете появилась онлайн-петиция одного из многочисленных отаку: молодой человек просил предоставить ему официальное юридическое право жениться на Микуру Асахине. В петиции приводились следующие аргументы: поскольку современное общество является высокотехнологичным, морально развитым и прогрессивным, гражданин имеет право жениться на двухмерном персонаже. Под петицией подписалось огромное число любителей аниме.

### Ицки Коидзуми
Ицки Коидзуми (яп. 古泉 一樹 Коидзуми Ицуки) — обладатель сверхъестественных способностей, был принят в клуб как «таинственный новичок», поскольку то, что Коидзуми перевёлся в школу уже через два месяца после начала учебного года, было, по мнению Харухи, довольно загадочно. Ицки работает в секретной организации, известной под названием «Агентство» (яп. 機関 кикан), которая состоит из экстрасенсов, наделённых три года назад уникальными способностями. По утверждению же Кёко, является организатором и бессменным главой этой организации. Организация обеспечивает защиту человечества от «Божественных существ» (яп. 神人 синдзин), сражаясь с ними в отдельных слоях реальности, называемых «замкнутыми пространствами».
Коидзуми спокоен, уверен в себе, всегда улыбается и соглашается с любыми причудами Харухи без колебаний, даже не пытаясь сомневаться в их логике. Верит в то, что Судзумия является богом, три года назад сотворившим мир, и стремится поддерживать её в хорошем настроении, дабы она не уничтожила наскучившую ей реальность. Не скрывает, что заинтересован в развитии романтических отношений между Кёном и Судзумией, но Кён встречает его предложения без особого энтузиазма. Часто даёт длинные детальные разъяснения, которыми, однако, может доказывать даже заведомую ложь. Со временем стал заместителем Судзумии. В мире «Исчезновения Харухи Судзумии» Судзумия использует его в качестве ходячего кошелька.
Сэйю: Дайсукэ Оно.
Русский дубляж: Михаил Каданин.

## «Группа Сасаки»
Группа, формирующаяся вокруг подруги Кёна, Сасаки. Состоит из членов организаций, враждебных соответствующим организациям, входящим в Команду SOS.
Сасаки (яп. 佐々木) — девушка, в прошлом бывшая настолько близкой подругой Кёна, что все ошибочно принимали её за его девушку. В прошлом также училась в одной школе с Харухи. Как утверждает Кёко Татибана, именно Сасаки является настоящим богом, но по какой-то причине её силы перешли к Судзумии. Сасаки всегда добра и вежлива, а также питает склонность к философским разговорам. Несмотря на позицию Кёко, она не считает себя подходящей на роль богини и, в отличие от Судзумии, не стремится перевернуть мир. Единственная созданная ею закрытая реальность остаётся неизменной на протяжении всех трёх лет и не содержит никаких аватаров, стремящихся уничтожить всё вокруг. Несмотря на то, что Сасаки знает, в какую странную компанию она попала, она остаётся с пришельцами и экстрасенсами, так как они единственные, с кем ей удаётся общаться.
Кёко Татибана (яп. 橘 京子 Татибана Кё:ко) — член Организации, выступающей оппонентами Организации Коидзуми. Как и они, три года назад группа Кёко получила паранормальные силы. Однако, если группа Коидзуми осознала, что их силы даны им Судзумией, группа Кёко осознала, что их силы получены от Сасаки. Так как вопрос о том, кто является истинной богиней, является для экстрасенсов принципиальным, обе группы находятся в постоянном конфликте. Кёко признаёт, что в данный момент божественными силами обладает Судзумия, но будучи способна проникать в закрытую реальность, созданную Сасаки, и видя, насколько она стабильна и безопасна, считает, что Сасаки бо́льше подходит на роль бога. Поэтому она стремится передать божественные силы обратно Сасаки, воспользовавшись для этого помощью Кёна.
Куё Суо (яп. 周防 九曜 Суо: Куё:) — человекоподобный интерфейс, созданный пришельцами Межпространственного Квантового Космического Сообщества (МККС) или «Небесным сводом» (яп. 天蓋領域 Тэнгай Рё:ики). Такое название было выбрано потому, что, с точки зрения расы Нагато, вид Куё пришёл из точки зенита. Данный вид информационной жизни абсолютно чужд для расы Нагато, и их мышление основано на совершенно других принципах. Ввиду этого представителям обоих видов крайне сложно понять друг друга. Некоторое время Куё встречалась с Танигути, спутав его с Кёном, но, поняв свою ошибку, в итоге бросила его. Подчиняется Фудзиваре, каким-то образом сумевшим склонить пришельцев на свою сторону.
Фудзивара (яп. 藤原) — путешественник во времени, младший брат Асахины из варианта истории, отличного от того, из которого происходит Асахина, фигурирующая в ранобэ. В его варианте истории он потерял свою сестру, поэтому вернулся в прошлое, дабы создать новый вариант истории, в котором она будет жива. С этой целью он планировал использовать силы Судзумии и заключил союз с Куё, которая, подобно Нагато, была способна лишить Судзумию её сил. Однако Команде SOS удалось защитить Судзумию.

## Одноклассники

### Рёко Асакура
Рёко Асакура (яп. 朝倉 涼子 Асакура Рё:ко) поначалу выглядит как обычная старшеклассница, которая очень волнуется о Харухи и её отчуждённости от одноклассников. У друга Кёна, Танигути, в его собственном рейтинге привлекательности школьниц она находится в первой тройке и имеет уровень AA+.
Однако позже становится известно, что она — страховка для Юки, и тоже является «человекоподобным интерфейсом». Она так же, как и Юки, знает, что понять чувства людей сложно, но можно постараться выглядеть привлекательно для других. Сначала она охотно помогает Кёну сблизиться с Харухи, обычно со словами «открой её всему классу», но позже пытается убить его с помощью боевого ножа в надежде, что это приведёт к заметным изменениям в поведении Харухи. Ей не удалось этого сделать, так как её победила Юки и удалила из физического мира. Обычным людям сообщили, что Рёко уехала в Канаду. В «Исчезновении Харухи Судзумии» она появляется вновь как подруга Юки, заботящаяся о ней и регулярно заносящая ей еду. Однако, когда Кён, выполняя инструкции Юки трёхлетней давности, попытался выстрелить в нынешнюю Юки из медицинского пистолета, данного ему другой Юки, и тем самым вернуть мир к исходному виду, оказалось, что Рёко является телохранителем Юки и готова убить любого, кто покусится на её подопечную. В «Изумлении Харухи Судзумии» она появляется снова, чтобы спасти Кёна от Куё Суо, но при этом говорит: «Он моя добыча!» После боя она говорит Кёну, что тот всегда сможет её вызвать, если будет необходимость, и снова исчезает.
Сэйю: Нацуко Куватани.
Русский дубляж: Елена Лукиных.

### Цуруя-сан
Цуруя-сан (яп. 鶴屋さん) — близкая школьная подруга Микуру Асахины-младшей. Самые заметные особенности Цуруи — не сходящая с лица улыбка, постоянный смех по любому поводу и гиперактивный характер, из-за чего её поведение часто вызывает удивление у окружающих. Большую часть информации о Команде SOS она получает от Микуру.
Ещё одной интересной особенностью являются очень длинные зелёные волосы, которые достигают её ступней, и торчащий наружу зуб, который заметен, когда она улыбается или смеётся. Известно, что Цуруя является богатой наследницей, а её родители как-то связаны с Агентством Ицки.
Не являясь членом Команды SOS, она играет важную роль в снимаемом ею фильме, «Приключения Микуру Асахины — Серия 00», и, кроме того, помогает бейсбольной команде Харухи в 4-й серии.
Являясь лучшей подругой Асахины, Цуруя усиленно заботится о ней, однако не упускает случая её немного подразнить.
Имя Цуруи-сан так и не было раскрыто. Микуру представляла её словами «Это моя подруга, её фамилия Цуруя».
Сэйю: Юки Мацуока

### Танигути и Куникида
Танигути (яп. 谷口) и Куникида (яп. 国木田) — одноклассники и друзья Кёна. Танигути учился в той же средней школе, что и Харухи, а Куникида — в той же средней школе, что и Кён. Оба появляются в небольшом эпизоде фильма «Приключения Микуру Асахины — Серия 00», где они почти не говорят. Танигути и Куникида — друзья, и обычно они всегда вместе.
Танигути выглядит комедийно «озабоченным», у него есть свой личный рейтинг привлекательности школьниц, в котором каждая первоклассница старшей школы (примерно 10-й класс российской школы) занимает определённое место. Так как он знал Харухи в средней школе, Кён, до того, как заговорил с ней, получал большую часть информации о Харухи именно от Танигути.
Куникида значительно более тихий, чем Танигути, обычно говорит позже остальных.
Сэйю: Минору Сираиси и Мэгуми Мацумото.
Русский дубляж: Борис Алексеев и Ярослав Козлов.

### Глава Компьютерного Исследовательского Общества
Глава Компьютерного Исследовательского Общества (яп. コンピュータ研究会部長 Компю:та Кэнкю:кай Бутё:) — ещё один персонаж, имя которого в сериале не раскрывается. Единственное, что о нём известно — это первая буква его имени — «Я». Ему и его клубу «посчастливилось» оказаться соседями с «Командой SOS», и с помощью шантажа Харухи конфискует у них самый лучший компьютер и заставляет провести Интернет, обеспечив при этом «Команде SOS» соединение через школьный домен. Он не собирался прощать этого и проверил сайт «Команды SOS», чтобы убедиться, что они действительно используют компьютер, и это стало одной из причин роста числа посетителей на счётчике сайта.
Он увлекается компьютерами и вместе с другими членами «Компьютерного Исследовательского Общества» разрабатывает собственную стратегическую игру, которую они назвали «День Стрельца III». Позже он вызывает «Команду SOS» на бой в этой игре, поставив 4 ноутбука на кон, а со стороны «Команды SOS» — возврат конфискованного компьютера. Обнаружив, что «Компьютерное Исследовательское Общество» жульничает (используя так называемый «map-hack» — возможность видеть всё игровое поле), «Команда SOS», с помощью способностей Юки, устраняет в процессе игры возможность жульничества и побеждает. Несмотря на потерю четырёх ноутбуков, Глава Общества доволен тем, что нашёл талантливого компьютерного хакера — Юки, с которой он договорился об участии в деятельности его кружка.
Сэйю: Нобуюки Кобуси.
Русский дубляж: Павел Рукавицын.

### Эмири Кимидори
Эмири Кимидори (яп. 喜緑 江美里 Кимидори Эмири) — второклассница, ещё один человекоподобный интерфейс, созданный объединением мыслящих сущностей. Принадлежит к отличной от Нагато фракции, но не входит в число таких радикалов, как Асакура. С развитием сюжета стала членом ученического совета, являющегося марионетками Коидзуми и Нагато.
Сэйю: Юри Сиратори

### Глава школьного совета
Глава школьного совета (яп. 生徒会長 Сэйтокай Тё) — глава школьного совета, чьё имя в ранобэ не называется. Внешне стремится к поддержанию школьного порядка и ведёт себя как хрестоматийный злодей, поставивший своей целью изжить команду SOS. Однако, реально интересуется лишь тем как использовать своё положение в личных целях. Является марионеткой Коидзуми, полагавшего что Судзумии будет интересно противостоять такой личности. В обмен на то что он развлекает Судзумию нападками на SOS, Организация прикрывает Главу и обеспечивает поддержку его политической позиции.

## Члены «Агентства»
Кэйити Тамару (яп. 多丸 圭一 Тамару Кэйити) является членом «Агентства». Участвовал в детективной инсценировке, предназначенной для профилактического разгона скуки у Харухи. Играл роль богатого владельца уединённого особняка на частном острове и якобы был убит своим младшим братом Ютакой в ссоре.
Сэйю: Кадзухико Иноуэ
Ютака Тамару (яп. 多丸 裕 Тамару Ютака) — младший брат Кэйити. Член «Агентства». Играл роль убийцы в детективной инсценировке «Агентства».
Сэйю: Тосиюки Морикава
Соно Мори (яп. 森 園生 Мори Соно:) — член «Агентства». Играла роль горничной в детективной инсценировке. Её манеры были настолько хороши, что Микуру пыталась скопировать их для того, чтобы быть больше похожей на настоящую горничную в униформе.
Сэйю: Аканэ Омаэ
Аракава (яп. 新川) является членом «Агентства». Настоящее имя неизвестно. Играл роль дворецкого в детективной инсценировке «Агентства».
Сэйю: Акио Оцука

## Остальные персонажи

### Сестра Кёна
Сестра Кёна (яп. キョンの妹 Кён но имо:то) — младшая сестра главного героя. На начало повествования ей 10 лет, учится в 5-м классе начальной школы. Её имя остаётся в секрете, как и настоящее имя брата. К ней обычно обращаются как к младшей сестре Кёна (яп. キョンの妹 Кён но имо:то) или сестрёнке (яп. 妹ちゃん Имо:то-тян) (в дубляже аниме девочка).
Она беззаботная и весёлая: например, она спряталась в сумке Кёна, чтобы вместе с ним отправиться на отдых. Она очень понравилась всем членам Команды SOS, особенно Микуру, с которой она общается как с сестрой.
От неё друзья брата узнали его прозвище. Она услышала, что тётя зовёт его «Кён», и стала звать его так же. Когда друзья были у него дома, они переняли прозвище от сестры и стали называть его так в школе, что совсем не радовало Кёна, но забавляло сестру.
Сэйю: Саяка Аоки

### Сямисэн
Сямисэн (яп. シャミセン) — очень редкий трёхцветный кот; стал питомцем Кёна по приказу Харухи. Во время съёмок фильма «Приключения Микуру Асахины» Харухи, изменив действительность, временно наделяет его возможностью говорить. В аниме Юки назвала это чревовещанием. Кличку коту дала Харухи. Позже Сямисэн назван «Сями» сестрой Кёна, которая проводит с ним дома большую часть времени.
Само по себе слово «сямисэн» (яп. 三味線) или «сями» (яп. 三味) означает японский трёхструнный музыкальный инструмент, обтянутый кошачьей кожей.
Сэйю: Кэнъити Огата